# Peter Crux

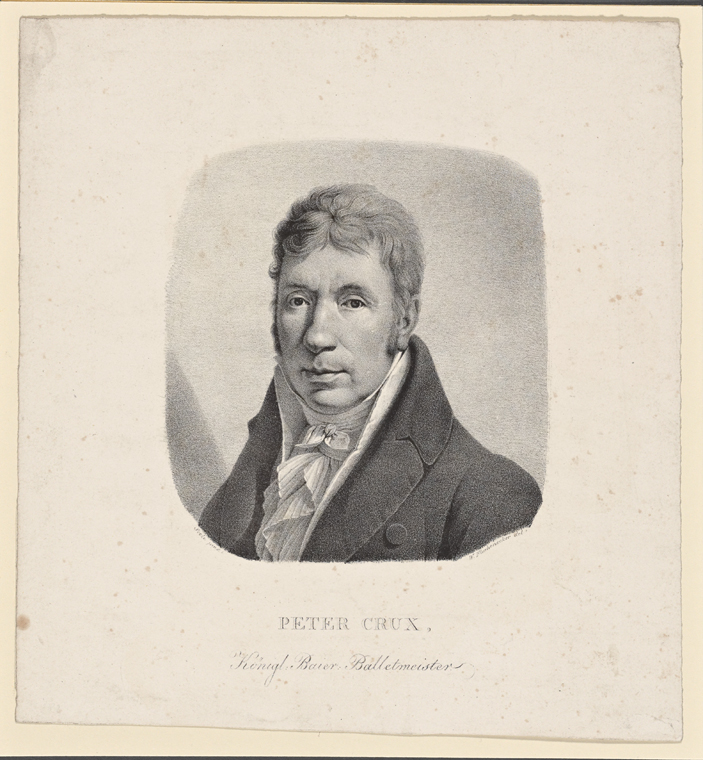
Peter Crux, Lithographie von Ferdinand Wolfgang Flachenecker nach einem Gemälde von Johann Baptist Seele

Peter Crux (* um 1750 in Mannheim; † 31. Januar 1823 in München) war ein französischstämmiger Tänzer und Ballettmeister. 

## Leben
Peter Crux war ein Sohn des Webers Antoine Lecru aus Compiègne. Sein älterer Bruder hieß Dionys, seine Schwester Marie Catherine. Antoine Lecru wanderte wohl wegen seiner beruflichen Verbindungen zum Theater nach Mannheim ein; seine drei Kinder, die ihren Familiennamen in Crux änderten, schlugen die Künstlerlaufbahn ein: Dionys wurde Schauspieler, Marie Catherine Tänzerin und Peter wurde an der Ballettpflanzschule ausgebildet. Die beiden jungen Männer übernahmen den Vornamen ihres Vaters als Künstlernamen.
Bereits im Alter von 14 Jahren tanzte Peter Antoine Crux in Aufführungen von Bouqueton und Lauchery. Nachdem Kurfürst Karl Theodor 1770 das französische Schauspiel entlassen hatte, zog Dionys Crux als Schauspieldirektor nach Metz. Peter Crux blieb in Mannheim, da das Ballett weiter bestand, und etablierte sich als Hoftänzer. 
Am 15. April 1771 heiratete er die Tänzerin Johanna Antonia Habert, am 21. November 1772 wurde die Tochter Marianne geboren. Johanna Antonia Crux starb nach drei Ehejahren.
1778 übersiedelte das Ballett von Mannheim nach München. Crux schuf nun erste eigene Choreographien wie Apollo und Daphne, Die Liebe Heinrichs IV. und der Gabriele, Die arkadischen Schäfer und andere. Da er sich aber als Choreograph in München überflüssig fühlte und überdies eine Liebesbeziehung zu Veronika Danner, seiner Tanzpartnerin, die mit dem Musiker Christian Danner verheiratet war, problematisch wurde, nahm Crux 1779 das Angebot an, in Kassel Ballettmeister und erster Tänzer seines Faches zu werden. Er arbeitete aber auch an anderen Theatern und mit anderem Tanzpersonal. So inszenierte er 1780 Die Liebe Heinrichs IV. und der Gabriele in Berlin. Mozarts Idomeneo führte ihn 1781 nach München und zu Veronika Danner zurück, ehe er noch im selben Jahr nach Wien ging. Dort choreographierte er unter anderem Balletteinlagen für Alceste, Iphigenie auf Tauris und Zemir und Azor und brachte Pyrrhus und Polixene, Progne und Philomele sowie Der Dorfjahrmarkt im Elsass heraus. 
Im Herbst 1782 wurde Crux zweiter Ballettmeister in München. In den folgenden Jahren bis 1785 wurden nicht weniger als 22 Ballette und fünf Divertissements aufgeführt, unter anderem Crux’ Ballett Der Teufel in allen Ecken. Während dieser Zeit kam es auch zum endgültigen Bruch der Ehe Veronika Danners. Christian Danner gab seine Stelle in der Münchner Hofkapelle auf und verließ seine Frau. Am 22. November 1785 hatte Crux’ Der erste Schiffer in München Premiere. Die 28-jährige Veronika Danner hatte die Rolle der Melida, ihr Tanzpartner war Joseph Petri. 
Crux, der jetzt angesehen war und gut verdiente – unter anderem erhielt er Gratifikationen, wenn er auf Gastspiele außerhalb Münchens verzichtete –, wendete viel Zeit und Geld auf, um seine Tochter Marianne zu erziehen und auszubilden. Unter anderem fuhr er mit der Dreizehnjährigen nach Augsburg, um sie zur Zeugin einer bemannten Ballonfahrt zu machen. Als Marianne Crux 14 Jahre alt war, ging sie in Begleitung ihrer Tante, Madame Quallenberg, auf Tournee und reiste mit Mozart nach Prag.
Peter Crux brachte in den Jahren 1787 und 1788 sieben neue Balletteinstudierungen auf die Münchner Bühne, darunter Die amerikanischen Wilden und Der erste Tod, in dem er den Kain tanzte. Mit Orpheus und Eurydice kreierte er 1789 eine Ballettoper, die zunächst in einem Privattheater in Seefeld aufgeführt wurde, ehe sie 1792 auch nach München kam. In den Folgejahren brachte Crux unter anderem die Posse Das kleine Hesselohe und Die Toilette der Venus auf die Bühne. 
Nachdem München 1796 von französischen Revolutionären besetzt worden war und Kurfürst Karl Theodor nach Sachsen ausgewichen war, konnte Crux seinem Wunsch, auswärtige Gastspiele zu geben, nachgehen. Er brachte in Berlin Deukalion und Pyrrha heraus. Ein weiteres Arbeitsgebiet war die Ausbildung des Nachwuchses. Crux wurde Leiter der neu gegründeten Ballett-Pflanzschule. 1799 brachte er Paul und Virginie und 1800 Die zwei Wilden auf die Bühne. 
Um diese Zeit starben sowohl der Intendant Graf Seeau als auch der Kurfürst, die beide den Bühnentanz gefördert hatten. Nun war der Etat des Balletts durch Anhänger der Aufklärung, die neben einer reinen Sprechbühne nur Opern für interessant und fördernswert hielten, bedroht. Unter Marius Babos kommissarischer Theaterleitung wurde der selbstständige Ballettetat aufgegeben. Die Tänzerinnen und Tänzer wurden verpflichtet, Statistenrollen zu übernehmen. Nachdem 1802 das Opernhaus am Salvatorplatz abgerissen worden war, wurden weitere Sparmaßnahmen eingeleitet, die das Ballett betrafen. Crux, jetzt alleiniger Ballettmeister, versuchte trotz dieser Einschränkungen das Tanztheater in München am Leben zu erhalten. Er wandte sich an den Kurfürsten und wies nach, wie hervorragend sich die Ballettschule entwickelt hatte. Babo, jetzt offizieller Intendant, wies Crux an, möglichst volkstümliche oder bürgerliche Themen auf die Bühne zu bringen, weil er sich davon finanzielle Erfolge versprach. Der Dorfjahrmarkt wurde von der Kritik im Jahr 1800 nicht allzu gnädig aufgenommen, woraufhin Crux sich verteidigte: „Verhältnisse nötigen mich jetzt, niedrig komische Ballette zu geben [...] Ich habe in Balletten anderer Art gezeigt, was ich zu leisten im Stande bin.“

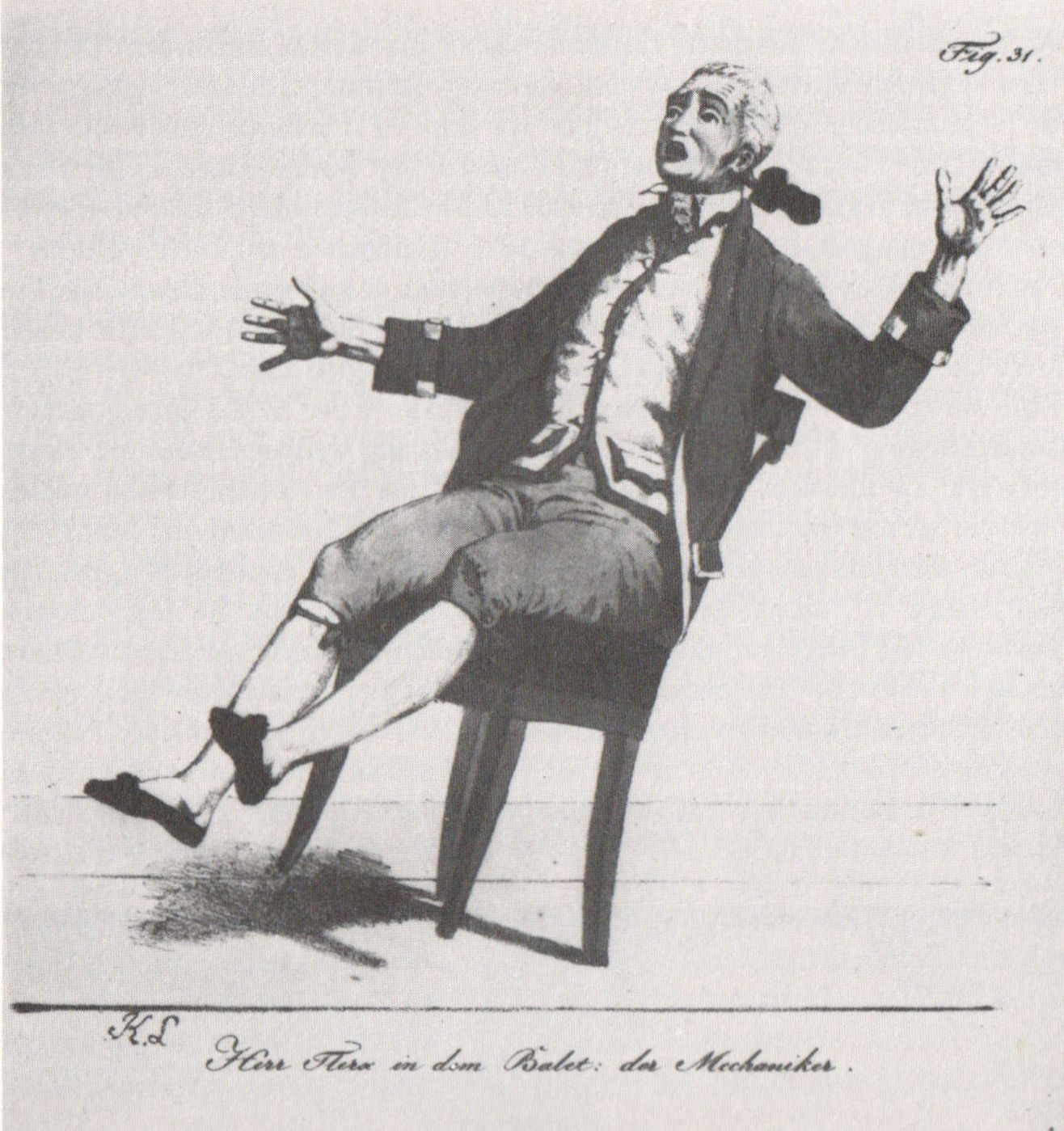
Karl Flerx in Der Mechanikus

Er zeigte dies unter anderem 1804 wieder, als Die Vereinigung der Tanz- mit der Tonkunst auf die Bühne kam. Bis 1818 hielt sich dieses Werk auf dem Spielplan. Ein weiterer großer Wurf war Der Maler Teniers. Werke Crux’ kamen auch auf der Bühne des Redoutensaals, wo unter Max Joseph IV. zur Faschingszeit die maskierten Akademien abgehalten wurden, zur Aufführung. 1806 kam der Mechanikus, in dem Karl Flerx die gleichnamige Rolle übernahm, auf die Bühne. Im selben Jahr wurde Bayern Königreich und Peter Crux wurde zusammen mit Peter Winter anlässlich eines Opernbesuchs Napoleons ausgezeichnet. Auch wurde er 1806 auf Wunsch des Hofes und gegen den Widerstand Babos nach Paris geschickt, um sich nach einer neuen ersten Tänzerin oder einem Tanzpaar umzutun, da seit der Saison 1803/04 bzw. dem Tod der Kreszentia Schlittenhart eine Lücke im Ensemble klaffte. 
Babo trat 1810 zurück und sein Ökonomieberater Karl August Delamotte übernahm die Stelle des Intendanten. Da mittlerweile auch die Zöglinge der Ballettschule herangereift waren und die finanzielle Lage des Balletts wieder besser war, konnte Crux nun etwas hoffnungsvoller in die Zukunft schauen. Mit Wilhelmine Abel und Antonie Pfeiffer hatte er zwei gute Nachwuchstänzerinnen aus dem eigenen Hause zur Verfügung, Adam Schlotthauer hatte große Erfolge und wurde Pantomimenmeister. 1808 war Doktor Faust auf die Bühne gekommen, im selben Jahr auch Venus und Endimion. 1809 hatten Die Grazien und Die junge Wilde auf dem Spielplan gestanden, außerdem Der Dichter Gessner und Robinson Crusoe. 1810 war Magdalena Decaro aus Wien in München engagiert, und wenig später hatte Crux die Hoffnung, den „fliegenden Duport“ samt Lebensgefährtin Therese Neumann an München binden zu können.
Allerdings folgten bald die nächsten Tiefschläge. Zephir und Flora kam 1814 beim Publikum offenbar nicht gut an. Adam Schlotthauer, der mit einer Nichte Crux’ verheiratet war, erschoss sich im Jahr 1813; sein Nachfolger Jakob Klotz erreichte nicht die gleiche Qualität. Karl Flerx, der viel mit Schlotthauer zusammengearbeitet hatte, starb 1816 an einer Krankheit. 
Peter Crux sollte das Festspiel zur Eröffnung des neuen Nationaltheaters leiten, das schließlich am 12. Oktober 1818 mit Die Weihe eröffnet wurde.
Crux war aber gegen Ende der 1810er Jahre auf der Suche nach einem Nachfolger. Unter anderem war Duport im Gespräch, der 1818 wieder zwei Monate in München gastierte und unter anderem Das übelgehütete Mädchen einstudierte. Einen längerfristigen Vertrag ging er aber damals in München nicht ein. 1819 war für fünf Monate Filippo Taglioni in München tätig, erhielt aber keinen Vertrag, weil man immer noch auf Duports Zusage hoffte, und entschied sich schließlich für eine Stelle in Wien. Duport zögerte weiterhin, und Crux gestaltete notgedrungen auch noch einen großen Teil des Programms der Saison 1820. 
Für den 18. Oktober 1821 wurde dann Das Fest der Römer oder die Danksagung als letzte Arbeit Crux’ angekündigt. Nach 55 Jahren Arbeit für die Tanzkunst ging Peter Crux in den Ruhestand. Sein Nachfolger wurde nicht Duport, sondern Friedrich Horschelt. Er wurde im Februar 1822 eingesetzt. Wenig später, am 31. Januar 1823, starb Peter Crux.
1813 hatte Crux nach dem Ableben Christian Danners seine langjährige Geliebte Veronika Danner, geb. Kreßler, geheiratet. Sie überlebte ihn um fast zwei Jahrzehnte.